# Stanisław Krawczuk
Stanisław Mychajłowycz Krawczuk (ukr. Станіслав Михайлович Кравчук, ros. Станислав Михайловнч Кравчук, Stanisław Michajłowicz Krawczuk; ur. 25 września 1978 w Czyrczyku) – ukraiński narciarz dowolny, specjalizuje się w skokach akrobatycznych. Najlepszy wynik na mistrzostwach świata osiągnął podczas mistrzostw w Deer Valley, gdzie zajął 5. miejsce w skokach akrobatycznych. Jego najlepszym wynikiem olimpijskim jest także 5. miejsce w tej samej konkurencji na igrzyskach olimpijskich w Salt Lake City. Najlepsze wyniki w Pucharze Świata osiągnął w sezonie 2007/2008, kiedy to zajął 9. miejsce w klasyfikacji generalnej, a w klasyfikacji skoków akrobatycznych był czwarty.

## Osiągnięcia

### Igrzyska olimpijskie
| Miejsce | Dzień     | Rok  | Miejscowość    | Konkurencja        | Zwycięzca        |
| ------- | --------- | ---- | -------------- | ------------------ | ---------------- |
| 9.      | 18 lutego | 1998 | Nagano         | Skoki akrobatyczne | Eric Bergoust    |
| 5.      | 19 lutego | 2002 | Salt Lake City | Skoki akrobatyczne | Aleš Valenta     |
| 13.     | 23 lutego | 2006 | Turyn          | Skoki akrobatyczne | Han Xiaopeng     |
| 19.     | 25 lutego | 2010 | Vancouver      | Skoki akrobatyczne | Alaksiej Hryszyn |

### Mistrzostwa świata
| Miejsce | Dzień       | Rok  | Miejscowość          | Konkurencja        | Zwycięzca        |
| ------- | ----------- | ---- | -------------------- | ------------------ | ---------------- |
| 14.     | 9 lutego    | 1997 | Iizuna               | Skoki akrobatyczne | Nicolas Fontaine |
| 15.     | 20 stycznia | 2001 | Whistler             | Skoki akrobatyczne | Alaksiej Hryszyn |
| 5.      | 1 lutego    | 2003 | Deer Valley          | Skoki akrobatyczne | Dmitrij Archipow |
| 22.     | 18 marca    | 2005 | Ruka                 | Skoki akrobatyczne | Steve Omischl    |
| 12.     | 10 marca    | 2007 | Madonna di Campiglio | Skoki akrobatyczne | Han Xiaopeng     |
| 14.     | 4 marca     | 2009 | Inawashiro           | Skoki akrobatyczne | Ryan St. Onge    |
| 9.      | 4 lutego    | 2011 | Deer Valley          | Skoki akrobatyczne | Warren Shouldice |

## Puchar Świata

### Miejsca w klasyfikacji generalnej
- sezon 2000/2001: 31.
- sezon 2001/2002: 42.
- sezon 2002/2003: 57.
- sezon 2003/2004: 47.
- sezon 2004/2005: 27.
- sezon 2005/2006: 33.
- sezon 2006/2007: 27.
- sezon 2007/2008: 9.
- sezon 2008/2009: 35.
- sezon 2009/2010: 46.
- sezon 2010/2011: 17.
- sezon 2011/2012: 21.

### Zwycięstwa w zawodach
1. Deer Valley – 1 lutego 2008 (Skoki akrobatyczne)
2. Mińsk / Raubiczy – 25 lutego 2012 (Skoki akrobatyczne)

### Pozostałe miejsca na podium w zawodach
1. Ruka – 5 grudnia 2003 (Skoki akrobatyczne) – 3. miejsce
2. Fernie – 21 stycznia 2005 (Skoki akrobatyczne) – 2. miejsce
3. Sauze d’Oulx – 19 lutego 2005 (Skoki akrobatyczne) – 3. miejsce
4. Deer Valley – 12 stycznia 2007 (Skoki akrobatyczne) – 3. miejsce
5. Moskwa – 1 marca 2008 (Skoki akrobatyczne) – 2. miejsce
6. Cypress Mountain – 6 lutego 2009 (Skoki akrobatyczne) – 3. miejsce
7. Moskwa – 14 lutego 2009 (Skoki akrobatyczne) – 3. miejsce
8. Mont Gabriel – 16 stycznia 2011 (Skoki akrobatyczne) – 3. miejsce
9. Moskwa – 12 lutego 2011 (Skoki akrobatyczne) – 2. miejsce
10. Mińsk/Raubiczy 19 lutego 2011 (Skoki akrobatyczne) – 2. miejsce

- W sumie (2 zwycięstwa, 4 drugie i 6 trzecich miejsc).